# Vasqueziella
Vasqueziella é um género botânico pertencente à família das orquídeas (Orchidaceae).